# Капитан, Василий Степанович
Василий Степанович Капитан (бел. Васіль Сцяпанавіч Капітан; 18 марта 1952, Ляховичи, Дрогичинский район, Брестская область, Белорусская ССР, СССР — 11 марта 2020, Минск) — генеральный прокурор Республики Беларусь (1995—1996), государственный советник юстиции 3-го класса.

## Биография
Из рабочих. После демобилизации из рядов в Советской Армии поступил на юридический факультет Белорусского госуниверситета. После окончании учёбы работал на различных должностях в органах прокуратуры Брестской области.
В 1985 году назначен заместителем прокурора Брестской области.
Позже был переведен в аппарат Генеральной прокуратуры Республики Беларусь, где работал заместителем начальника следственного управления, начальником управления методики и анализа.
В мае 1995 года назначен исполняющим обязанности Генерального прокурора.
С февраля до декабря 1996 года — Генеральный прокурор Республики Беларусь. Ушёл в отставку в конце 1996 года.
Умер 10 марта 2020 года, похоронен на Восточном кладбище Минска.